# 尾形悦郎
尾形 悦郎（おがた えつろう、1932年（昭和7年）1月5日 - 2009年（平成21年）11月1日）は医学者、医学博士。専門は内科学、内分泌学。

## 略歴
1956年東京大学医学部卒。同大内科助手を経て、1963年米国に留学。ヴァンダービルト大学、ウィスコンシン大学、ペンシルベニア大学を経て1967年帰国。1975年筑波大学臨床医学系内科教授。1979年より東京大学医学部第四内科教授を務め、1992年に退官し、同大名誉教授。1993年より癌研究会附属病院長、2002年に癌研究会附属病院名誉院長。2009年、悪性リンパ腫のため77歳で死去。

## 著作
主な著作は以下のとおり。
- 発熱における呼吸代謝機構に関する研究 ,又は、花熱における呼吸代謝機構に関する研究　東京大学における医学博士論文　1962
- 腎とカルシウム / 藤田拓男、大野丞二と共著、医歯薬出版、1973
- カルシウム代謝と骨疾患 / 藤田拓男、佐々木哲と共著、医歯薬出版、1977.1、(河口湖カンファランス ; 第9回)
- ホルモンの作用機序 / 井村裕夫、西塚泰美と共著、医歯薬出版、1977.1、(河口湖カンファランス ; 第10回)
- カルシウム代謝とホルモン / 医歯薬出版、1984.1、(河口湖カンファランス ; 第21回)
- カルシウム代謝障害に関する研究-とくにPTH作用不全におけるカルシウム代謝調節networkの動態について / 東京大学、1984-1986
- 新臨床内科学 / 医学書院、1987.4
- 内分泌・代謝 / 吉田尚と共著、医学書院、1988.3、(New integrated medical fundamentals)
- ビタミンDのすべて / 講談社、1993.8
- 内科診療のあゆみ / 医学書院、1994.3
- 転移性骨腫瘍の成立機序の解明とその予防・治療法の開発 / 癌研究会、1995-1997
- エストロゲン補充療法の基礎と臨床 / メディカルレビュー社、1997.5
- 百科家庭の医学 / 主婦と生活社[他]、大活字版、主婦と生活社、1999.2
- PTH/PTHrPの基礎と臨床 / 尾形悦郎[他]、医薬ジャーナル社、2002.2
- ゾレドロン酸のEBM / 尾形悦郎、メディカルレビュー社、2006.6